# Amathillopsis comoroensis
Amathillopsis comoroensis är en kräftdjursart. Amathillopsis comoroensis ingår i släktet Amathillopsis och familjen Amathillopsidae. Inga underarter finns listade i Catalogue of Life.